# Treyarch NGL
Treyarch NGL — игровой движок, разработанный для внутреннего использования американской компанией Treyarch.

## Технические характеристики
Согласно некоторым данным, движок создан на базе id Tech 3 разработки id Software. Первой игрой, которая использует данный движок, стал спортивный симулятор NHL 2K3, изданный в 2002 году. С тех пор технология неоднократно подвергалась усовершенствованиям и доработкам. Движок является кроссплатформенным и поддерживает, помимо персонального компьютера под управлением операционной системы Windows и Mac OS X, также игровые консоли Xbox, Xbox 360, PlayStation 2, PlayStation 3, PlayStation Portable, GameCube и Wii.
Treyarch NGL способен обрабатывать большие открытые (англ. outdoor) и закрытые (англ. indoor) пространства. Реализовано большое количество пост-эффектов для обработки изображения (включая глубину резкости и bloom), продвинутая обработка воды при помощи шейдеров с отражениями и светопреломлениями, мягкие динамические тени, отбрасываемые объектами окружения и персонажами. Более поздние версии движка, на примере Call of Duty 3, оптимизированы для оптимального использования мощности многоядерных процессоров.

## Игры, использующие Treyarch NGL
- 2002 — NHL 2K3 (GameCube, PlayStation 2, Xbox)
- 2002 — Kelly Slater’s Pro Surfer (ПК (Windows), Mac, GameCube, PlayStation 2, Xbox)
- 2002 — Spider-Man: The Movie (ПК, GameCube, PlayStation 2, Xbox)
- 2002 — Minority Report: Everybody Runs (GameCube, PlayStation 2, Xbox)
- 2004 — Spider-Man 2: The Game (только версии для GameCube, PlayStation 2, PlayStation Portable, Xbox)
- 2005 — Ultimate Spider-Man (ПК, GameCube, PlayStation 2, Xbox)
- 2005 — Call of Duty 2: Big Red One (GameCube, PlayStation 2, Xbox)
- 2006 — Call of Duty 3 (PlayStation 2, PlayStation 3, Wii, Xbox, Xbox 360)
- 2007 — Spider-Man 3: The Game (GBA, Windows, Nintendo DS, PS2, PS3, PSP, Wii, Xbox 360)